# Коцур Надія Іванівна
Коцур Надія Іванівна — доктор історичних наук, професор, Заслужений працівник освіти України, вчений у галузі історії науки й техніки, історії медицини, академік Міжнародної академії безпеки життєдіяльності та Міжнародної академії культури безпеки, екології і здоров'я. Заступник голови наукової ради European association for security (Польща, Краків). Відмінник освіти України.
Завідувач кафедрою медико-біологічних дисциплін і валеології Університету Григорія Сковороди в Переяславі (з 2012 р. і до теперішнього часу).

## Життєпис
Народилася 10 серпня 1959 році на Сумщині. У 1976 р. закінчила із золотою медаллю середню школу і відразу ж стала студенткою Дніпропетровського медичного інституту, який закінчила в 1982 р. До наукової роботи залучалася ще зі студентських лав. Під керівництвом відомих учених у галузі гігієни, докторів медичних наук, професорів М. М. Паранька та Е. М. Бєліцкої проводила експериментальні дослідження в лабораторіях інституту, брала участь у наукових студентських конференціях.
З 1982 по 1985 рр. працювала за направленням — лікарем-епідеміологом на Сумщині (с.м.т. Велика Писарівка та м. Ромни). У цей період брала активну участь у ліквідації найбільш поширеного в Україні епідемічного вогнища — опісторхозу. Проводила науково-дослідну роботу з встановлення епідемічного ланцюга поширення інфекційних захворювань в даному регіоні, має низку публікацій з даної проблеми.
1985—1987 рр. — лікар-епідеміолог Мінського району м. Києва. Коло наукових і практичних інтересів у цей період — імунопрофілактика дитячого населення.
Із 1987 р. і по теперішній час працює в Університеті Григорія Сковороди в Переяславі на різних посадах: викладача, старшого викладача, доцента, професора.
Н. І. Коцур розробила і викладає низку фундаментальних дисциплін природничого циклу для студентів різних спеціальностей: «Анатомія і фізіологія дитини з основами генетики», «Вікова фізіологія», «Шкільна гігієна», «Валеологія», «Педіатрія», «Психогігієна». Для заочної та дистанційної форм навчання розробила пакет навчально-методичного супроводу та електронні варіанти навчальних посібників. Для оцінювання контролю знань студентів із зазначених дисциплін підготовлено понад 3000 тестових завдань
У 1997 р. в Київському університеті імені Тараса Шевченка захистила кандидатську дисертацію з проблем історії розвитку охорони здоров'я в Україні періоду непу (1921—1929 рр.). У 1998 р. Н. І. Коцур присвоєно наукове звання доцента, а в 2006 р. — професора кафедри валеології, анатомії та фізіології.
З 1999 р. Н. І. Коцур є заступником голови наукової ради та членом навчально-методичної ради університету, а з 2015 р. — голова наукової ради університету.

## Наукова робота
Паралельно з навчальною і методичною роботою Н. І. Коцур активно проводить наукову роботу. У науковому доробку Н. І. Коцур понад 350 наукових і навчально-методичних праць, в тому числі 8 монографій та близько 30 навчальних, навчально-методичних посібників та підручників («Основи педіатрії і дитячої гігієни» (2004 р., 1-е вид.; 2008, 2-е вид), «Психогігієна» (2005, 1-е вид, 2006, 2-ге вид.), «Валеологія» (2009; 2011), «Шкільна гігієна» (2010), «Анатомія та фізіологія дитячого організму. Валеологія. Основи медичних знань. Шкільна гігієна» (2014), «Основи безпеки життєдіяльності і охорони здоров'я дітей в дошкільних закладах (2016), „Основи здоров'я учнів основної школи“ (2016), Основи безпеки життєдіяльності в загальноосвітніх навчальних закладах» (2016), «Безпека життєдіяльності» (2016), «PODSTAWY BEZPIECZENSTWA ZYCIA I OCHRONY ZDROWIA DZIECI W PLACOWCE WYCHOWANIA PRZEDSZKOLNEGO UKRAINY: PODRECZNIK NAUKOWO-METODYCZNY» (EAC. KRAKOW, 2016), «Гігієна» (2017) та ін. Н. І. Коцур автор понад 20 закордонних публікацій.
З 1999 р. і до теперішнього часу працює над виконанням держбюджетних наукових проектів, затверджених Міністерством освіти і науки України на посаді старшого та провідного наукового спеціаліста. 

У 1999—2003 рр. — старший науковий спеціаліст наукового проекту «Теорія і практика формування здорового способу життя в навчально-виховних закладах», який здійснювався в рамках міжнародного проекту Європейська мережа шкіл сприяння здоров'ю в Україні" та відзначений на конкурсі, що проходив під егідою представництва ООН в Україні та науково-методичного Центру превентивного виховання АПН України.

З 2005 р. — дійсний член (академік) Міжнародної Академії Безпеки Життєдіяльності, а з 2009 р. — член Європейської Асоціації наук з Безпеки (Польща, Краків). У рамках міжнародної співпраці проводяться спільні конференції, консультаційна діяльність, навчання, організація зустрічей і дискусій, обмін інформацією тощо. За ініціативою професор Н. І. Коцур упродовж 2010—2017 рр. було організовано і проведено 7 Міжнародних науково-практичних конференцій «Безпека життєдіяльності і охорона здоров'я дітей і молоді XXI сторіччя: сучасний стан, проблеми та перспективи», які проходили згідно плану наукових заходів Міністерства освіти і науки України та участі її співорганізаторів — European association for security.

У 2007—2008 рр. — провідний науковий спеціаліст науково-дослідної тематики "Організаційна структура та критерії оцінювання рівня сформованості спортивного стилю життя підростаючого покоління України ((№ 0107U002974. Наказ МОН України № 732 від 27.10.2006 р.).

З 2009 р. професор Н. І. Коцур — член чотирьох спеціалізованих вчених рад із захисту докторських і кандидатських дисертацій зі спеціальності «історія науки й техніки», «історія України», «теорія і методика професійної освіти», «історія педагогіки» в Національному технічному університеті «ХПІ», ДВНЗ «Переяслав-Хмельницький педагогічний університет імені Григорія Сковороди» та Національній науковій сільськогосподарській бібліотеці НААН України. Н. І. Коцур входить до редакційної колегії фахових наукових збірників: «Гуманітарний вісник», «Переяславський літопис», «Історія науки і біографістика» та інших збірників університету, а також здійснює рецензування наукових публікацій — підручників, навчальних і навчально-методичних посібників, монографій, словників, статей.
У 2009—2010 рр. — провідний науковий спеціаліст науково-дослідної тематики "Педагогічні технології формування спортивного стилю життя дітей, підлітків і молоді в процесі занять фізичною культурою і спортом (№ 0109U002639. Наказ МОН України № 1043 від 17.11.2008 р.). 

Наукові здобутки Н. І. Коцур мають визнання. Зокрема, в 2010 р. у Всеукраїнському конкурсі «Краща робота з безпеки життєдіяльності та основ здоров'я за 2010 р.» навчальні посібники «Валеологія» та «Шкільна гігієна» визнані одними із найкращих і нагороджені дипломами переможців.
З 2011 р. професор Н. І. Коцур очолює наукову школу «Соціальні аспекти розвитку вітчизняної науки і техніки в другій половині ХІХ — XXI століття», яка забезпечує міждисциплінарний зв'язок в галузі історії науки й техніки, історії медицини, історії біологічних наук (фізіології, анатомії, гістології, ботаніки, зоології та ін.), історії педагогіки, історії психології, біографістики, регіоналістики, інтелектуальної історії, історії України та ін. Одним із пріоритетних завдань наукової школи є з'ясування ролі і значення соціальних аспектів розвитку вітчизняної науки і техніки в другій половині XIX –ХХ столітті та визначенні найцінніших її здобутків для сучасного відродження української нації і держави.
У 2012 р. Н. І. Коцур захистила докторську дисертацію на тему: "Становлення і розвиток гігієнічної науки в Україні (друга половина ХІХ — 20-ті рр. ХХ століття) зі спеціальності «історія науки й техніки», в якій висвітлюються соціально-економічні передумови та основні етапи формування вітчизняної гігієнічної науки, діяльність земських лікарів у галузі професійної гігієни, розкривається санітарно-протиепідемічна діяльність наукових медичних товариств та становлення гігієнічної науки в університетах та академічних установах на теренів України. Результати дисертаційної роботи із більш ґрунтовнішим висвітленням вказаної проблеми лягли в основу написання монографії обсягом 42,2 друкованих аркушів та мають не лише теоретичні, але й практичне значення при викладання таких дисциплін як «Шкільна гігієна», «Психогігієна», «Валеологія», «Педіатрія».
З 2012 р. Н. І. Коцур є керівником кафедральної ініціативної науково-дослідної теми «Формування здорового способу життя в учнівської і студентської молоді: медико-біологічні та психолого-педагогічні аспекти», яка внесена в державний реєстр Українського ІНТЕ (№ 112 U 005313).
У 2013—2014 р. — провідний науковий спеціаліст наукового проекту на тему: «Організаційно-методичні засади формування спортивного стилю життя дітей, підлітків і молоді України з метою комплексного розвитку особистості».
З 2014 р. професор Н. І. Коцур бере активну участь в Міжнародному проекті «EcoBRU» (Ecologial Educacion for Belarus, Russia fnd Ukraine), який проходить в рамках IV програми Європейської комісії ТЕМПУС. У рамках проекту «EcoBRU» на базі Латвійського університету (м. Рига) 21 -26.02.2016 р. проходило стажування Н. І. Коцур за програмою «Екологізація освіти: розробка та впровадження програм».
З 2015 р. Н. І. Коцур очолює держбюджетну науково-дослідну тему: «Безпека життєдіяльності і охорона здоров'я дітей і молоді: психолого-педагогічні та медичні аспекти» (номер державної реєстрації НДР 0115U002439), яка спрямована на з'ясування теоретико-методологічних засад безпеки життєдіяльності і охорони здоров'я та їх практичного застосування в системі безперервної освіти з урахуванням наукових здобутків вітчизняних та закордонних учених.
Вагоме місце в науковій роботі професора Н. І. Коцур посідає участь у Міжнародних та всеукраїнських наукових конференціях, симпозіумах з різноаспектних проблем розвитку освіти і науки, зокрема історії науки і техніки, безпеки життєдіяльності, охорони здоров'я, валеології, психогігієни, вікової психології та ін. Брала активну участь у Міжнародних конференціях за кордоном, зокрема виступала з доповідями в Польщі (м. Ряшів, 2001 р.; м. Краків, 2010 р.; м. Вроцлав, 2012; м. Августово, 2014 р.; м. Даброво Гурніча, 2016 р.), Франції (м. Париж, 2003 р.), Німеччині (м. Берлін, 2008), Швейцарії (м. Женева, 2009 р.), Росії (м. Санкт-Петербург, 2005 р.); (Словаччині, 2013 р.).
Н. І. Коцур здійснює керівництво аспірантами та здобувачами. Під її керівництвом захищено 17 кандидатських дисертацій, серед яких 14 зі спеціальності «історія науки й техніки». 6 кандидатських дисертацій захищено викладачами кафедри (Л. П. Товкун, Н. І. Годун, О. М. Миздренко, Ю. Л. Козубенко, О. А. Палієнко, К. С. Варивода, М. А. Буц). За період керівництва професором Н. І. Коцур кафедрою значно зріз якісний показник професорсько-викладацького складу з вченими ступенями і званнями, який складає на сьогодні 90 %. В даний час Н. І. Коцур здійснює керівництво 5 аспірантами та консультування 2 докторантами.
Значну увагу Н. І. Коцур приділяє науковій-дослідній роботі студентів. Зокрема, здійснює керівництво дипломними роботами бакалаврів, спеціалістів та магістрів. Під її керівництвом студенти природничо-технологічного факультету щорічно беруть участь у всеукраїнських і міжнародних науково-практичних конференціях та конкурсах наукових робіт з медико-психологічних та педагогічних аспектів здорового способу життя молоді. Зокрема, під керівництвом професора Н. І. Коцур наукові роботи студентів посідали призові місця на II етапі Всеукраїнського конкурсу студентських наукових робіт.
Сучасне коло наукових інтересів Н. І. Коцур — становлення і розвиток природничих та медичних наук в Україні в ХІХ — XXI ст.; медико-біологічні та психолого-педагогічні аспекти формування здорового способу життя в учнівської і студентської молоді; безпека життєдіяльності та охорона здоров'я дітей і підлітків.

## Нагороди
- 1999 — Нагрудний знак МОН України «Відмінник освіти»;
- 2001 — пам'ятна медаль на честь 15-річчя Переяслав-Хмельницького педагогічного інституту імені Григорія Сковороди (за досягнення в науковій та навчально-виховній роботі);
- 2007 — нагрудний знак Міністерства освіти і науки України «За наукові досягнення»;
- 2009 — медаль Г. С. Сковороди;
- 2014 — медаль Н. І. Сікорського;
- 2016 — пам'ятна медаль на честь 30-річчя Переяслав-Хмельницького педагогічного інституту імені Григорія Сковороди (за досягнення в науковій та навчально-виховній роботі);
- 2016 — грамота Верховної Ради України (за вагомий внесок у розвиток вітчизняної науки і освіти);
- 2016 — ювілейна медаль «100 років Національної наукової сільськогосподарської бібліотеки НААН»;
- 2017 — Орден святої великомучениці Варвари (за заслуги з відродження духовності в Україні);
- 2017 — Присвоєно звання  «Заслужений працівник освіти».
- 2019 — Почесний краєзнавець України.

За активну і сумлінну працю та вагомий внесок у розвиток науково-дослідної роботи університету неодноразово нагороджувалася державними нагородами, грамотами, дипломами та подяками університету, Київського обласного управління освіти, міської ради та районної державної адміністрації м. Переяслав, Міністерства освіти і науки України (2009, 2012 рр.), Малої Академії наук (2015 р.)

## Вибрані праці
1. Практикум з основ педіатрії і дошкільної гігієни: Навчально-методичний посібник. — К., 1996. — 64 с.;

2. Практикум з основ валеології та психогігієни: Методичні рекомендації. — Переяслав-Хмельницький, 1996. — 28 с.;

3. Основи валеології: Навчальний посібник. — Київ-Переяслав-Хмельницький, 1997. — 98 с.;

4. Основи психогігієни (курс лекцій): Навчальний посібник. — Київ-Переяслав-Хмельницький, 1998. — 99 с.;

5. Практикум з основ гігієни дітей дошкільного віку: Методичний посібник. — К.: Наукова думка, 1999. — 58 с.;

6. Перша допомога при станах, загрозливих для здоров'я і життя: Навчальний посібник. — Переяслав-Хмельницький, 2000. — 56 с.;

7. Пізнай себе: Методичний посібник. — Переяслав-Хмельницький, 2000. — 50 с.;

8. Оцінка морфо-функціонального стану організму дітей і підлітків: Навчально-методичний посібник. — Переяслав-Хмельницький, 2000. — 62 с.;

9. Медичне забезпечення туристських походів: Методичні рекомендації. — Переяслав-Хмельницький, 2002. — 37 с.;

10. Основи педіатрії і гігієни дітей раннього та дошкільного віку: Навчальний посібник. — Чернівці-Переяслав-Хмельницький: Книги — ХХІ.– 2004 . — 576 с.; 

11. Психогігієна: Навчальний посібник. — Чернівці-Переяслав-Хмельницький: Книги — ХХІ. — 2005. — 382 с.;

12. Основи педіатрії і дитячої гігієни: Підручник. — Чернівці: Книги- ХХІ, 2008. — 632 с.;

13. Валеологія: навч.-метод. посібник. — К.: Пан-Тот, 2009. — 286 с.; 

14. Шкільна гігієна: навчально-методичний посібник. — К.: Пан-Тот, 2010. — 227 с.;

15. Становлення і розвиток гігієнічної науки в Україні: шлях крізь епохи і соціальні потрясіння (друга половина ХІХ — 20-ті рр. ХХ століття): монографія. — Корсунь-Шевченківський, 2011. — 726 с.;

16. Валеологія: підручник. — Корсунь-Шевченк., 2011. — 581 с.;

17. Анатомія та фізіологія дитячого організму. Валеологія. Основи медичних знань. Шкільна гігієна: навч.-метод. посіб. — Переяслав-Хмельницький, ФОП Лукашевич О. М., 2014. — 569 с.;

18. Kotsur N. Psychophysiological peculiarities of six-year-old children development in condition of school adaptation //Rynek pracy pedagogow. Bariery i perspektywy — Dabrowa Gornicza (Польща), 2012;

19. Kotsur N. Scientifis and organizational bases of the formation sanitary science in Kharkov university: the second half of the XIX century

20. Технологічна освіта: проблеми, досвід, перспективи. — Вип. 10. — Переяслав-Хм., 2013. — С.239-250;

21. О. В. Корчак-Чепурківський (1857—1947): шлях від земського лікаря до академіка УАН –ВУАН — АН УРСР: монографія. — Переяслав-Хмельницький, 2013. — 601 с.;

22. Наукові студії професора Олександра Григоровича Черняхівського (1869—1939: монографія / Н. І. Коцур, В. А. Галах. — Переяслав-Хм.: ФОП Лукашевич О. М., 2014. — 346 с.;

23. Основи безпеки життєдіяльності і охорони здоров'я дітей в дошкільному навчальному закладі: навчально-методичний посібник. — Переяслав-Хмельницький, 2015. — 309 с.

24. Основи здоров'я учнів основної школи [навчально-методичний посібник] Н. І. Коцур, Л. П. Товкун, К. С. Варивода. — Переяслав-Хмельницький, 2016. — 332 с. 

25. Основи безпеки життєдіяльності в загальноосвітніх навчальних закладах [навчально-методичний посібник] /Н. І. Коцур, Л. П. Товкун, К. С. Варивода. — Переяслав-Хмельницький, 2016. — 517 с.

26. Безпека життєдіяльності: словник-довідник / Н. І. Коцур, Л. П. Товкун, К. С. Варивода. — Переяслав-Хмельницький, 2016. — 390 с.

27. Гігієна: навчально-методичний посібник для спеціальності «фізичне виховання» / Н. І. Коцур, О. М. Миздренко, Л. П. Товкун. — Переяслав-Хмельницький (Київ.обл.): ФОП Домбровська Я. М., 2016. — 340 с.

28. NADIYA KOTSUR, LIUBOV LOKHVTSKA. PODSTAWY BEZPIECZENSTWA ZYCIA I OCHRONY ZDROWIA DZIECI W PLACOWCE WYCHOWANIA PRZEDSZKOLNEGO UKRAINY: PODRECZNIK NAUKOWO-METODYCZNY. EAC. KRAKOW, 2016. — 254 °C.